# Ayuntamiento de Orense
El Ayuntamiento de Orense (en gallego: Concello de Ourense) se encarga de gobernar la ciudad y el municipio de Orense, capital de la provincia gallega de Orense, en España. 
Está presidido por el alcalde, que desde 1979 es elegido democráticamente por sufragio universal. Tras las Elecciones municipales de España de 2023, los partidos Democracia Ourensana, PP, PSOE y BNG obtienen representación parlamentaria. De acuerdo con los resultados, los asientos han quedado distribuidos de la siguiente forma: DO: 10, PP: 7, PSOE: 6 y BNG: 4.

## Alcaldes
| Periodo   | Nombre | Partido                                                                             |
| --------- | --- | ----------------------------------------------------------------------------------- |
| 1979-1983 | José Luis López Iglesias                                                                                              | Unión de Centro Democrático (UCD)                                                   |
| 1983-1987 | Antonio Caride-Tabarés Castro                                                                                         | Alianza Popular (AP)                                                                |
| 1987-1991 | Jorge Bermello Fernández (1987) Manuel Veiga Pombo (1987-1990) José Luis Mondelo García (1990-1991)                   | Alianza Popular (AP) Partido dos Socialistas de Galicia (PSdeG-PSOE) Independientes |
| 1991-1995 | Manuel Veiga Pombo | Partido dos Socialistas de Galicia (PSdeG-PSOE)                                     |
| 1995-1999 | Manuel Jaime Cabezas Enríquez                                                                                         | Partido Popular de Galicia (PPdeG)                                                  |
| 1999-2003 | Manuel Jaime Cabezas Enríquez                                                                                         | Partido Popular de Galicia (PPdeG)                                                  |
| 2003-2007 | Manuel Jaime Cabezas Enríquez (2003-2007) Enrique Novoa López (2007)                                                  | Partido Popular de Galicia (PPdeG)                                                  |
| 2007-2011 | Francisco Rodríguez Fernández                                                                                         | Partido dos Socialistas de Galicia (PSdeG-PSOE)                                     |
| 2011-2015 | Francisco Rodríguez Fernández (2011-2012) Marga Martín Rodríguez (en funciones) Agustín Fernández Gallego (2012-2015) | Partido dos Socialistas de Galicia (PSdeG-PSOE)                                     |
| 2015-2019 | Jesús Vázquez Abad | Partido Popular de Galicia (PPdeG)                                                  |
| 2019-2023 | Gonzalo Pérez Jácome                                                                                                  | Democracia Ourensana (DO)                                                           |
| 2023-act. | Gonzalo Pérez Jácome                                                                                                  | Democracia Ourensana (DO)                                                           |

## Pleno
| Partido político    | Partido político                                                    | 1979   | 1983   | 1987   | 1991   | 1995   | 1999   | 2003   | 2007   | 2011   | 2015   | 2019   | 2023   |
| Partido político    | Partido político                                                    | Ediles | Ediles | Ediles | Ediles | Ediles | Ediles | Ediles | Ediles | Ediles | Ediles | Ediles | Ediles |
|                     | Alianza Popular (AP)-Partido Popular (PP)                           | 5      | 11     | 11     | 10     | 14     | 14     | 14     | 13     | 11     | 10     | 7      | 7      |
|                     | Partido Socialista Obrero Español (PSOE)                            | 5      | 10     | 10     | 12     | 7      | 6      | 6      | 8      | 11     | 6      | 9      | 6      |
|                     | Unión de Centro Democrático (UCD)-Centro Democrático y Social (CDS) | 9      | —      | 3      | —      | —      | —      | —      | —      | —      | —      | —      | —      |
|                     | Bloque Nacionalista Galego (BNG)                                    | 2      | —      | —      | 2      | 6      | 7      | 7      | 6      | 3      | —      | 2      | 4      |
|                     | Coalición Galega (CG)                                               | —      | 4      | —      | 3      | —      | —      | —      | —      | —      | —      | —      | —      |
|                     | Partido Comunista de Galicia (PCG)                                  | 2      | —      | —      | —      | —      | —      | —      | —      | —      | —      | —      | —      |
|                     | Independientes de Galicia (IG)                                      | —      | —      | 3      | —      | —      | —      | —      | —      | —      | —      | —      | —      |
|                     | Democracia Ourensana (DO)                                           | —      | —      | —      | —      | —      | —      | —      | —      | 2      | 8      | 7      | 10     |
|                     | Ourense en Común (OeC)                                              | —      | —      | —      | —      | —      | —      | —      | —      | —      | 3      | —      | —      |
|                     | Cidadáns (Cs)                                                       | —      | —      | —      | —      | —      | —      | —      | —      | —      | —      | 2      | —      |
|                     | Independientes                                                      | 2      | —      | —      | —      | —      | —      | —      | —      | —      | —      | —      | —      |
| Total de concejales | Total de concejales                                                 | 25     | 25     | 27     | 27     | 27     | 27     | 27     | 27     | 27     | 27     | 27     | 27     |

## Resultados electorales
| Partido político                                | 2023  | 2023   | 2023       | 2019  | 2019   | 2019       | 2015  | 2015   | 2015       | 2011  | 2011   | 2011       | 2007  | 2007   | 2007       |
| Partido político                                | %     | Votos  | Concejales | %     | Votos  | Concejales | %     | Votos  | Concejales | %     | Votos  | Concejales | %     | Votos  | Concejales |
| Democracia Ourensana (DO)                       | 33,83 | 18 450 | 10         | 21,54 | 11 913 | 7          | 25,45 | 13 451 | 8          | 7,95  | 4529   | 2          | 2,84  | 1757   | 0          |
| Partido Popular de Galicia (PPdeG)              | 24,95 | 13 609 | 7          | 22,57 | 12 482 | 7          | 30,93 | 16 345 | 10         | 37,84 | 21 564 | 11         | 42,25 | 26 160 | 13         |
| Partido dos Socialistas de Galicia (PSdeG-PSOE) | 19,28 | 10 514 | 6          | 26,33 | 14 562 | 9          | 19,06 | 10 070 | 6          | 36,66 | 20 896 | 11         | 26,53 | 16 428 | 8          |
| Bloque Nacionalista Galego (BNG)                | 15,72 | 8 576  | 4          | 6,24  | 3452   | 2          | 4,58  | 2420   | 0          | 10,79 | 6146   | 3          | 19,79 | 12 253 | 6          |
| Ourense en Común (OUeC)-Esquerda Unida (EU)     | 1,43  | 781    | 0          | 3,76  | 2081   | 0          | 10,37 | 5478   | 3          | 1,90  | 1080   | 0          | 0,85  | 528    | 0          |
| Cidadáns (Cs)                                   | 0,31  | 171    | 0          | 8,74  | 4832   | 2          | —     | —      | —          | —     | —      | —          | —     | —      | —          |

## Evolución de la deuda viva municipal
El concepto de deuda viva contempla sólo las deudas con cajas y bancos relativas a créditos financieros, valores de renta fija y préstamos o créditos transferidos a terceros, excluyéndose, por tanto, la deuda comercial.
| Gráfica de evolución de la deuda viva del Ayuntamiento entre 2008 y 2023                         |
|                                                                                                  |
| Deuda viva del Ayuntamiento de Orense, en miles de euros, según datos del Ministerio de Hacienda |